# 東海大学文明研究所
東海大学文明研究所（とうかいだいがくぶんめいけんきゅうじょ）は、東海大学の附置研究所の一つで、1959年（昭和34年）に設立。

## 概要
学部の枠を超えて研究者を集め、細分化された学問分野を統合することで、人間とその営みの全体系である文明に関する包括的な研究を確立することに努めている。現代文明が直面する諸問題を、総合的な視点で解決することを狙いとしている。

## 沿革
- 1959年
  - 東海大学文明研究所を設立。[2]
- 1964年
  - 東海大学基礎社会科学研究所を設立。[2]
- 1969年
  - 東海大学芸術研究所を設立。[2]
- 1982年
  - 東海大学法学研究所を設立。[2]
- 1988年
  - 基礎社会学研究所と法学研究所を統合し東海大学社会科学研究所とする。[2]
- 2001年
  - 教育機能を総合教育センター（のちの現代教養センター）に分離の上、社会科学研究所と芸術研究所を統合し、人文科学、社会科学、芸術の3部門体制とする。
- 2016年
  - 東海大学総合社会科学研究所の設置にともない人文学中心の組織へと改編。

## 所在地
- 神奈川県平塚市北金目4-1-1